# Per Linderoth
Per Olov Johan Linderoth, född 17 september 1980 i Östersund i Jämtlands län, är en svensk travtränare och travkusk. Han är verksam vid Östersund travbana med innan det befann han sig på Bergsåkers travbana. Innan han blev proffstränare arbetade han bland annat för Åke Svanstedt. Han utsågs till "Årets Komet" vid Hästgalan för säsongen 2004.
Både som tränare och kusk vann han Stochampionatet med Blended Scotch den 21 juli 2013 på Axevalla travbana. Denna seger innebar 1 miljon kronor och är Linderoths största seger. Blended Scotch vann, före Your Highness, på nytt svenskt rekord för fyraåriga ston och med den snabbaste segertiden någonsin i Stochampionatet med 1.13,2 över 2640 meter. Rekordtiden slogs i 2017 års upplaga av Ultra Bright och Fredrik Persson.
Som enbart kusk tog Linderoth sin största seger, sett till vinstsumman på cirka 900 000 kronor, tillsammans med Stefan Melanders Cruzado Dela Noche i Grosser Preis von Deutschland i oktober 2016. Ekipaget vann även Copenhagen Cup på Charlottenlund Travbane i Charlottenlund i Danmark den 14 maj 2017. Linderoth segrade även i Jämtlands Stora Pris med Daniel Redéns Västerbo Highflyer den 10 juni 2017.
Den 28 juni 2020 blev han medlem i tusenklubben, då han tog sin 1000:e kuskseger tillsammans med Emperor Mearas på Oviken travbana, tränad av Malin Löfgren. Han var då den 99:e personen att nå 1000 kusksegrar.

## Segrar i större lopp

### Grupp 1-lopp
| År   | Lopp                          | Häst               | Tränare         |
| ---- | ----------------------------- | ------------------ | --------------- |
| 2013 | Stochampionatet               | Blended Scotch     | Per Linderoth   |
| 2016 | Grosser Preis von Deutschland | Cruzado Dela Noche | Stefan Melander |
| 2017 | Copenhagen Cup                | Cruzado Dela Noche | Stefan Melander |

### Grupp 2-lopp
| År   | Lopp                 | Häst               | Tränare         |
| ---- | -------------------- | ------------------ | --------------- |
| 2016 | Norrlands Grand Prix | Cruzado Dela Noche | Stefan Melander |
| 2017 | Jämtlands Stora Pris | Västerbo Highflyer | Daniel Redén    |

### Övriga
| År   | Lopp                         | Häst               | Tränare         |
| ---- | ---------------------------- | ------------------ | --------------- |
| 2013 | Open Trot-Stayern            | Ariel Boko         | Per Linderoth   |
| 2014 | Diamantstoets final, juni    | Miss Elaza         | Per Linderoth   |
| 2018 | Gösta Bergengrens Minneslopp | Cruzado Dela Noche | Stefan Melander |